# Löffelerbsen
Löffelerbsen sind eine besonders üppige, dickflüssige Variante der Erbsensuppe aus der Berliner Küche.
Zur Zubereitung werden ungeschälte gelbe Erbsen in reichlich Wasser eingeweicht und anschließend mit der gleichen Menge Schweineohren und -schnauze, in Varianten auch mit Kasseler oder Räucherspeck, aufgekocht, gesalzen und halb gegart. Anschließend werden kleingeschnittene Zwiebeln und Suppengrün in Schweineschmalz angebraten, zur Suppe gegeben, mit Salz, Pfeffer, Majoran und Lorbeerblatt gewürzt, und alles weiter gegart. Sind die Erbsen fast weich, wird das Fleisch herausgenommen, geputzt und gewürfelt mit ebenfalls gewürfelten Kartoffeln wieder dazugeben. Ist die Suppe fertig, sollte sie so dickflüssig sein, dass ein Löffel „drin steht“.
In einer Variante werden Löffelerbsen ohne Fleisch gekocht und am Ende gebratener Speck und Bockwurst hineingegeben.
Serviert werden Löffelerbsen mit Schwarzbrot oder Graubrot.